# 나용군
나용군은 뜨랑주의 행정 구역이다. 이 지역의 총 인구 수는 2005년 기준으로 42294명이다. 인구 밀도는 256.2km2이다.

## 행정 구역
| 번호 | 지명         | 태국어 지명 | 빌리지 | 인구  |  |
| ---- | ------------ | ----------- | ------ | ----- |  |
| 1.   | Na Yong Nuea | นาโยงเหนือ   | 7      | 8,743 |  |
| 2.   | Chong        | ช่อง         | 7      | 4,599 |  |
| 3.   | Lamo         | ละมอ        | 10     | 7,316 |  |
| 4.   | Khok Saba    | โคกสะบ้า     | 11     | 6,903 |  |
| 5.   | Na Muen Si   | นาหมื่นศรี     | 8      | 5,938 |  |
| 6.   | Na Khao Sia  | นาข้าวเสีย    | 10     | 8,795 |  |

|  | 이 글은 지리에 관한 토막글입니다. 여러분의 지식으로 알차게 문서를 완성해 갑시다. |